# Эллер, Аугуст
Аугуст Эллер (эст. August Eller, 1907, Вильянди — 1990, Хаапсалу) — эстонский шахматист, чемпион Эстонии по шахматам (1944).

## Биография
Дважды принял участие в чемпионатах Эстонии по шахматам среди школьников (1925, 1926). Лучший результат — 4-е место в 1926 году в Тарту. В 1938 году поделил первое место в крупном местном турнире в Раквере. В годы Второй мировой войны в 1944 году поделил первое место с Йоханнесом Тюрном в 14-м чемпионате Эстонии по шахматам в родном Вильянди. По правилам был предусмотрен дополнительный матч за звание чемпиона, но связи с войной обоих победителей признали чемпионами Эстонии. Это был высший успех Августа Эллера — шахматного самородка из эстонской провинции, который плохо знал теорию дебютов, но отлично справлялся с тактическими задачами и сложными окончаниями.
После войны Эллер оказался в советском лагере для военнопленных, но вскоре был освобожден. Он принял участие в чемпионате Эстонии по шахматам в 1949, 1950, 1951, 1952, 1953, 1954, 1955, 1956 и 1958 годах. Лучшие результаты: дележ 6-7 места в 1949 году и дележ 4-6 места в 1958 году.
В 1968 году в Риге играл за команду эстонского спортивного общества «Jõud» («Йеуд») в розыгрыше командного кубка СССР по шахматам. Три раза становился чемпионом города Вильянди по шахматам (1945, 1952, 1953).
Почти всю жизнь работал в сельскохозяйственном производстве и умер в августе 1990 года.